# صفراء العروق كرفسية الورق
صفراء العروق كرفسية الورق (الاسم العلمي: Xanthorhiza simplicissima)، جنس أحادي الطراز من فصيلة الحوذانية. موطنها شرق الولايات المتحدة من ولاية مين جنوباً إلى شمال فلوريدا وغربًا إلى أوهايو وشرق تكساس. وتحتوي النبتة على بربارين قلويد، والتي تستخدم في الطب التقليدي.